# Rudi Ehninger
Rudi Ehninger (* 16. November 1942 in Plochingen) ist ein deutscher Brigadegeneral außer Dienst des Heeres der Bundeswehr.

## Leben
Ehninger trat am 2. April 1962 beim Panzerbataillon 243 in Landsberg am Lech in die Bundeswehr ein. Von April 1963 bis März 1964 war er an der Heeresoffizierschule I in Hamburg und anschließend Zugführer im Panzerbataillon 303 in Dornstadt. Es folgte im April 1967 ein Verwendungswechsel zum S3-, S2/S1-Offizier des Panzerbataillons 303 und 210 in Dornstadt. Von April 1971 bis März 1973 war er Kompaniechef der 2. Kompanie des Panzerbataillons 210 in Dornstadt.
Von 1973 bis 1975 absolvierte Ehninger den 16. Generalstabslehrgang Heer an der Führungsakademie der Bundeswehr in Hamburg, wo er zum Offizier im Generalstabsdienst ausgebildet wurde. Danach wurde er G3 im Militärischen Bereich Operations Research bei der IABG in Ottobrunn und war ab 1978 G3 der Jägerbrigade 4 in Göttingen. Von April 1980 bis März 1982 führte er das Panzerbataillon 123 in Kümmersbruck als Bataillonskommandeur. Anschließend wurde er Referent im Führungsstab des Heeres (Fü H) IV 3 und VI 2 im Bundesministerium der Verteidigung (BMVg) auf der Hardthöhe in Bonn. Im Folgenden besuchte er von September 1985 bis Februar 1986 das NATO Defense College in Rom. 
Danach war Ehninger als Oberst von 1986 bis 1988 Chef des Stabes der 11. Panzergrenadierdivision in Oldenburg und bis 1990 Referatsleiter Fü H I 7 im BMVg in Bonn. Von April 1990 bis September 1992 war er Brigadekommandeur der Panzerbrigade 28 in Dornstadt und von Oktober 1992 bis September 1995 als Brigadegeneral Chef des Stabes des I. Korps in Münster (ab August 1995 umgewandelt in das I. Deutsch-Niederländische Corps). Nach dieser letzten Verwendung wurde er in den Ruhestand versetzt.